# پرو (پنسیلوانیا)
پرو (به انگلیسی: Peru) یک منطقهٔ مسکونی در ایالات متحده آمریکا است که در شهرستان سنتر، پنسیلوانیا واقع شده‌است.